# Rxvt
rxvt (zkratka anglického our extended virtual terminal, tj. náš rozšířený virtuální terminál) je emulátor terminálu pro X Window System. Je zamýšlený jako odlehčená varianta emulátoru xterm, oproti kterému například nenabízí emulaci terminálu Tektronix 4014 a místo VT220 emuluje VT102.
Program rxvt je implementovaný v Céčku a uvolněný pod licencí GNU GPL, jedná se tedy o svobodný software.
V roce 2007 ve výkonovém srovnání vůči jiným emulátorům terminálů byl rxvt doporučován spolu s wtermem a Etermem pro stroje s nedostatkem operační paměti a jinak nevyčníval.